# Decapterus tabl
Decapterus tabl is een straalvinnige vis uit de familie van horsmakrelen (Carangidae), orde baarsachtigen (Perciformes), die voorkomt in de drie belangrijkste oceanen van de wereld (Grote, Atlantische en Indische Oceaan). De vis werd pas in 1968 voor de wetenschap beschreven.

## Anatomie
Decapterus tabl kan maximaal 50 cm lang en 560 gram zwaar worden. De vis heeft twee rugvinnen met in totaal drie stekels en 30 - 31 vinstralen en twee aarsvinnen met in totaal drie stekels en 24-25 vinstralen.

## Leefwijze
Decapterus tabl is een zoutwatervis die voorkomt in een subtropisch klimaat. De diepte waarop de soort voorkomt is maximaal 400 m onder het wateroppervlak.
Het dieet van de vis bestaat hoofdzakelijk uit dierlijk voedsel, waarmee het zich voedt door selectief plankton uit het water te filteren.

## Relatie tot de mens
Decapterus tabl is voor de beroepsvisserij van beperkt belang.